# خوسيه ماريا إستيبان
خوسيه ماريا إستيبان ثيلوريو (بالإسبانية: José María Esteban Celorrio، ولد في 27 مايو 1954، لاردة، إسبانيا) رياضي إسباني. تنافس في رياضة كانو- كاياك (الكانوي)، تخصص في سباق الكاياك (Kayak).
حصل على الميدالية الفضية في دورة الألعاب الأولمبية الصيفية عام 1976، كما حاز على الميدالية الذهبية في بطولة العالم للكانو كاياك عام 1975.

## إنجازاته

### الألعاب الأولمبية الصيفية
- 1976 مونتريال  كندا:  ميدالية فضية في سباق الكاياك «كي 4» لمسافة 1.000 متر.

### بطولة العالم للكانو كاياك (الكانوي)
- 1975 بلغراد  صربيا:  ميدالية ذهبية في سباق الكاياك «كي 4» لمسافة 1.000 متر.
- 1977 صوفيا  بلغاريا:  ميدالية برونزية في سباق الكاياك «كي 4» لمسافة 1.000 متر.
- 1978 بلغراد  صربيا:  ميدالية فضية في سباق الكاياك «كي 4» لمسافة 500 متر.
- 1978 بلغراد  صربيا:  ميدالية برونزية في سباق الكاياك «كي 4» لمسافة 1.000 متر.